# Live & Inspired
Live & Inspired es el primer álbum en directo de la banda estadounidense de heavy metal Godsmack publicado el 15 de mayo de 2012, que incluye como disco adicional un EP con cuatro versiones de otras bandas. Live and Inspired contiene canciones en directo de sus cuatro discos de estudio.

## Lista de canciones
Todas las canciones escritas y compuestas por Godsmack. 
| CD 1 (directo) |                                                                     |          |  |
| N.º            | Título                                                              | Duración |  |
| 1.             | «Straight Out of Line»                                              | 5:37     |  |
| 2.             | «Re-Align»                                                          | 4:42     |  |
| 3.             | «Awake»                                                             | 4:57     |  |
| 4.             | «Moon Baby»                                                         | 4:52     |  |
| 5.             | «Changes»                                                           | 6:02     |  |
| 6.             | «The Enemy»                                                         | 4:15     |  |
| 7.             | «Keep Away»                                                         | 9:50     |  |
| 8.             | «Speak»                                                             | 3:50     |  |
| 9.             | «Voodoo»                                                            | 4:27     |  |
| 10.            | «Batalla de los Tambores»                                           | 6:31     |  |
| 11.            | «Whatever» (con segmentos de Detroit Rock City y Over the Mountain) | 5:50     |  |
| 12.            | «Serenity»                                                          | 4:41     |  |
| 13.            | «I Stand Alone»                                                     | 4:57     |  |

| CD 2 (versiones) |                                               |          |  |
| N.º              | Título                                        | Duración |  |
| 1.               | «Rocky Mountain Way» (Versión de Joe Walsh)   | 4:01     |  |
| 2.               | «Come Together» (Versión de The Beatles)      | 3:46     |  |
| 3.               | «Time» (Versión de Pink Floyd)                | 4:12     |  |
| 4.               | «Nothing Else Matters» (Versión de Metallica) | 6:26     |  |

## Personal
Godsmack
- Sully Erna - guitarra rítmica, voz, productor, batería, percusión
- Tony Rombola - guitarra líder, coros
- Robbie Merrill - bajo
- Shannon Larkin - batería, percusión

Personal adicional
- Chris DeCato - piano, teclados (en "Time" y "Nothing Else Matters")